# Мери Майър
Мери Майър (на английски: Mary Eno Pinchot Meyer) е американска художничка, обществена фигура и любовница на президента Кенеди.
Творчеството ѝ се счита за част от Университетската цветна школа във Вашингтън и е представено в Панамериканската съюзна изложба в Музея на модерното изкуство в Буенос Айрес. Тя е омъжена за служителя на Централното разузнавателно управление Корд Майър от 1945 до 1958 г. и след развода си с него започва любовна връзка с президента Джон Ф. Кенеди.
Майър е застреляна на 12 октомври 1964 г., три седмици след издаването на доклада на комисията на Уорън, чиито заключения се твърди, че тя оспорва. Нейната дългогодишна критика на ЦРУ, времето на убийството ѝ, подслушването на телефона ѝ от ЦРУ и усилията на шефа на контраразузнаването на ЦРУ Джеймс Енгълтън да открие дневника на Майър веднага след смъртта ѝ, водят до заключението за възможно участие на ЦРУ в нейното убийство. Освен това архивът на армията, издаден през 2015 и 2016 г. по Закона за свободата на информацията, потвърждава връзките на свидетеля на обвинението лейтенант Уилям Л. Митчъл с разузнавателната общност. Участието на ЦРУ също е ясно от телефонно обаждане, направено от висшия служител на агенцията Уистър Джейни до Бен Брадли, часове преди полицията да идентифицира тялото на Майър. Човекът, обвинен в убийството, чернокож младеж на име Рей Круп младши, е оправдан от съда през юли 1965 г. Убийството на Мери Майър остава официално неразгадано.